# スズキビジネス
株式会社スズキビジネスは、スズキの子会社。不動産、環境美化、オート用品店「オートリメッサ」の運営、二輪車純正品の開発販売、石油事業、特販、保険、人材派遣、いなさゴルフ倶楽部浜松コースの運営などを行っている。

## 沿革
- 1967年12月6日 - スズキ不動産設立
- 2002年6月1日 - スズキ不動産、スズキハウス、オートリメッサ、スズキビジネスの4社と、スズキの特販事業、スズキ輸送梱包の石油事業が統合しスズキビジネス発足

## 事業部
スズキビジネスの事業部は統合前の事業をそのまま継承している。

### 不動産事業部
スズキ不動産、スズキハウスの事業をそのまま継承している。住宅地・工業団地の開発と販売、ツーバイフォー工法による注文住宅・建売住宅の建設・販売、ミニハウス、平屋建て住宅の建設・販売などを行う。
宅建業の免許番号は静岡県知事（15）第1254号。建設業の免許番号は国土交通大臣許可（特-30）第20553号。

### 環境美化事業部
住宅リフォーム、総合ビル管理業務などを行う。

### オート用品事業部
オートリメッサの事業をそのまま継承。カー用品、バイク用品販売店「オートリメッサ」の運営、二輪車純正品の開発販売を行っている。

### 石油事業部
スズキ輸送梱包の石油事業を継承。SS部門としては出光興産（旧昭和シェル石油）系ガソリンスタンドロケーション（R-1浜松、プラザ高塚、フレンドパーク岩井、プラザ湖西）の運営、自動車用品販売を行っている。産業用油脂燃料部門としては燃料油脂の販売、ガスの販売、用品の販売、メンテナンスを行っている。

### 特販事業部
スズキの特販事業を継承。国内外各種産品の輸入販売を行っており、ハンガリーワイン専門店「hungary-wine.com」の運営、電話販売代理店、浜松ケーブルテレビ代理店も行っている。

### 保険事業部
スズキビジネスの保険事業を継承。損害保険代理店業務、生命保険代理店業務を行う。

### リクルート事業部
スズキビジネスのリクルート事業を継承。人材派遣、人材紹介を行う。

### ゴルフ事業部
スズキビジネスのゴルフ事業を継承。いなさゴルフ倶楽部浜松コースの運営を行う。